# Bequia
Bequia je ostrov v Malých Antilách, který je součástí státu Svatý Vincenc a Grenadiny. Nachází se na severu ostrovního řetězce Grenadiny 5 km od ostrova Svatý Vincenc. Má rozlohu 18 km² a je druhým největším ostrovem země. Ostrov obývá okolo 5000 obyvatel, kteří jsou převážně afrického, skotského a karibského původu. Největším sídlem je Port Elizabeth.
Název ostrova znamená v jazyce původních obyvatel „země oblaků“. Bequia je vyhledávána turisty, provozuje se zde jachting a sportovní potápění, na zdejších plážích žije kareta pravá. Dopravě na ostrov slouží mezinárodní letiště J. F. Mitchell Airport.
V šedesátých letech zde manželé Johnsonovi z USA vybudovali futuristický dům Moonhole, který patří k atrakcím ostrova.
Tradičním zaměstnáním místních obyvatel je lov keporkaků. Ostrované tak patří k domorodým komunitám, kterým Mezinárodní velrybářská komise udělila výjimku ze zákazu komerčního lovu kytovců – podmínkou je, že se ročně uloví maximálně tři kusy a bude se používat pouze tradiční metoda harpunování.